# Mathew Ross
Pour les articles homonymes, voir Ross.
Mathew Ross, né le 19 mars 1996 à Townsville, est un coureur cycliste australien.

## Biographie
En 2017, Mathew Ross s'impose sur la Baw Baw Classic, sous les couleurs de l'équipe Drapac-Pat's Veg Holistic Development,. Il termine également quatrième du Tour d'Iran - Azerbaïdjan.
En 2018, il intègre le club de l'AC Bisontine en France, sur les conseils de son compatriote Ben Dyball. Décrit comme un bon grimpeur, il remporte la deuxième étape du Tour de Tarentaise au mois de juillet.

## Palmarès sur route

### Par années
- 2012
  - 3e du championnat d'Australie du contre-la-montre cadets
- 2016
  - 3e étape du Tour de Bright
  - 3e du Tour de Bright
- 2017
  - Baw Baw Classic
  - Prologue du Tour de Southland (contre-la-montre par équipes)
  - 2e de la Grafton to Inverell Classic
- 2018
  - 2e étape du Tour de Tarentaise
  - Critérium de l'Auxois
  - 2e du Grand Prix Coanus
  - 2e du Grand Prix du Cru Fleurie
  - 3e du Prix Pelousey CIC Classic

### Classements mondiaux
| Année            | 2017 | 2018 |
| ---------------- | ---- | ---- |
| UCI Asia Tour    | 166e |      |
| UCI Oceania Tour |      | 83e  |

## Palmarès sur piste

### Championnats nationaux
- 2014
  -  Champion d'Australie de l'américaine juniors (avec Lucas Hamilton)
  - 2e du championnat d'Australie de scratch juniors
  - 3e du championnat d'Australie de poursuite par équipes juniors